# Antonio Brancati
Antonio Brancati (Gallina, 31 luglio 1907 – Burca Hobu Lencia, 28 agosto 1937) è stato un militare italiano, decorato di medaglia d'oro al valor militare alla memoria nel corso della operazioni di controguerriglia in Africa Orientale Italiana.

## Biografia
Figlio di Giuseppe e Caterina Ferrara nacque a Gallina, allora comune della provincia di Reggio Calabria, il 31 luglio 1907. Con una vocazione per la vita militare che si manifestò già dai primi anni dell'adolescenza, decise all'età di 17 anni di arruolarsi volontario nel Regio Esercito come allievo sottufficiale entrando nell'arma di Cavalleria assegnato al Reggimento "Cavalleggeri di Novara" (5º). Il 28 febbraio 1925 fu trasferito al Reggimento "Cavalleggeri Guide" (19º), dove conseguì la promozione a sergente il 31 agosto successivo. Inviato poi a frequentare alla Scuola di applicazioni di Pinerolo, gli venne conferito il brevetto di istruttore di equitazione. Nel novembre 1930, dietro sua domanda, fu trasferito al Regio corpo truppe coloniali della Tripolitania dove prestò servizio al comando di un reparto di Spahis. Durante questa esperienzain Libia  nel 1931 fu attratto da questa terra e decise di trasferirvisi. Rimpatriato nell'agosto 1932 venne al Reggimento "Cavalleggeri di Vittorio Emanuele II" (10º), otteneva tre anni dopo la nomina a sottotenente effettivo nel Reggimento "Cavalleggeri di Alessandria" (14º). Partito volontario nel maggio 1936 per l'Africa Orientale Italiana fu inviato in Somalia con il compito di addestrare le truppe locali e creare un reparto di cavalleria, che venne denominato 28ª "Banda istruzione centuria a cavallo" operante nella regione dei Galla e Sidamo. Cadde in combattimento il 26 agosto 1937, a capo della Banda a cavallo "Alessandria", vicino a Burca Hobu Lencia rimasto vittima di un'imboscata e morì dopo due giorni a causa di tre ferite inflittegli. 
Fu  insignito dal governo italiano della medaglia d'oro al valor militare alla memoria, massima decorazione militare italiana. La città  di Reggio Calabria lo ha ricordato con l'intitolazione di una strada.